# Nicolás Salzillo
Nicola Salzillo, en España llamado Nicolás Salzillo (Santa Maria Capua Vetere, Italia, 13 de julio de 1672-Murcia, 7 de octubre de 1727) fue un escultor italiano, padre del escultor murciano Francisco Salzillo.

## Biografía

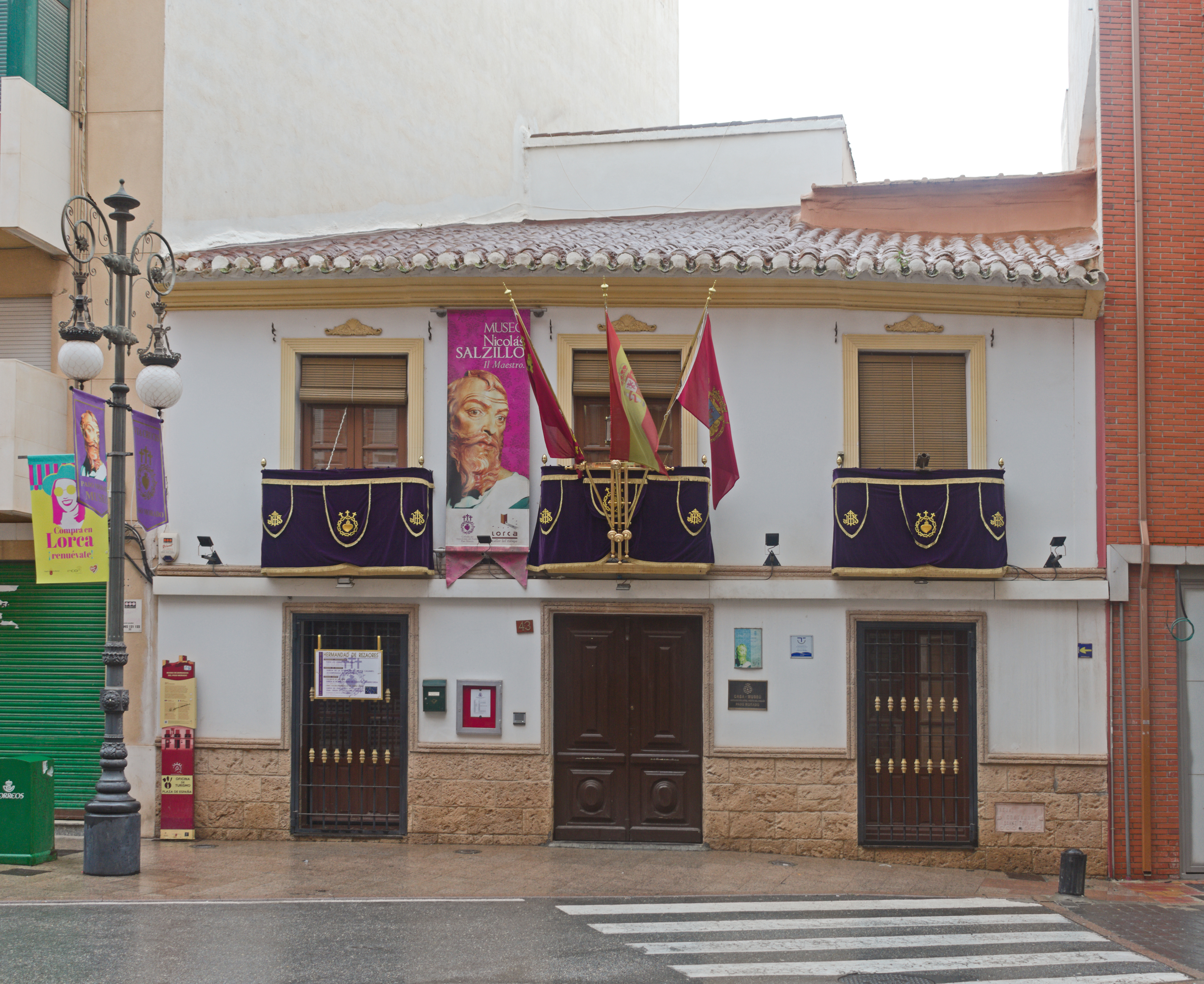
Museo Nicolás Salzillo, Lorca

Nacido el 13 de julio de 1672 en Santa María de Capua Vetere, hijo de Francisco Antonio Salzillo y María Gallina. El 4 de octubre de 1689 entró como aprendiz en el taller de los hermanos Michele y Aniello Perrone, conocidos escultores napolitanos.
A la muerte de Aniello en 1696 quedó como maestro escultor de este taller hasta 1697. En 1699, llega a Murcia, donde sólo trabajaba un escultor renombrado Nicolás de Bussy, instalándose en la ciudad. Se casó con Isabel Alcaraz ese mismo año y abrió un próspero taller en el centro de la ciudad, donde se formó su hijo Francisco.
Su primera obra fue el paso de la Cena para la Cofradía de Nuestro Padre Jesús Nazareno de Murcia (1700), posteriormente adquirida por el Paso Morado de Lorca.
Sus esculturas fueron en origen de mediana calidad, pero luego bajo las influencias de Nicolás de Bussy y Antonio Dupar irá perfeccionando, añadido esto a su bagaje artístico traído de Nápoles. Tuvo tres aprendices conocidos y fue feligrés de la parroquia de Santa Catalina de Murcia.
Para su estudio son documentos fundamentales el testamento que realizó en 1708, cuando estuvo gravemente enfermo, y su inventario de bienes, elaborado tras su muerte el 7 de octubre de 1727, con 55 años.
La mayoría de las obras de su catálogo son atribuciones.

## Documentadas
- Paso de la Cena, este grupo escultórico compuesto por Jesucristo y los doce apóstoles se encuentra en Lorca en el museo de Semana Santa del Paso Morado "Il  Maestro"  y procesiona el Jueves Santo, documentada en 1700.
- San Felipe, en la Fundación Espín de Lorca, documentado en 1700, perteneciente al grupo escultórico de la Última Cena, 1700
- San Miguel, en la Iglesia de San Miguel de Murcia, documentado en 1708.
- "Santos de Cartagena e Inmaculada", en Cartagena, destruidas, documentado en 1709.
- Santa Isabel de Hungría, de la iglesia del Salvador del convento de Verónicas de Murcia, documentado en 1710.
- San Pío V, en la Iglesia de Santo Domingo de Murcia, documentado en 1713.
- San Judas Tadeo, en la Iglesia de San Miguel de Murcia, documentado en 1715.
- Decoración del Trascoro de la Colegiata de San Patricio de Lorca, documentada en 1716.
- Santa Catalina, en la Iglesia de Santa Catalina de Murcia, documentada en 1721.

## Atribuidas
- San Jóse y el Niño, iglesia de San Miguel de Murcia.
- San Juan de la Cruz, en la Iglesia de San Lorenzo de Murcia.
- San Román Nonato, que se ubica en la iglesia conventual de La Merced de Murcia.
- Cristo de la Columna, en la Iglesia parroquial de la Purísima Concepción de Caravaca de la Cruz.
- San Jóse y el Niño en la Iglesia parroquial de la Purísima Concepción de Caravaca de la Cruz
- Cristo de la Paciencia, Iglesia de Santa Catalina de Murcia.
- Alma dormida, en la Convento de Santa Ana en Murcia.
- San Sebastián, de la Iglesia de San Bartolomé de Murcia.
- Inmaculada, en la Iglesia del Salvador en Caravaca de la Cruz.
- Jesús Nazareno, Iglesia de la Merced de Murcia.
- San Agustín, Iglesia de San Andrés de Murcia.
- San José, Museo de Santa Clara de Murcia.
- Santa Catalina de Bolonia, Museo de Santa Clara de Murcia.
- San Pascual Baylon, Iglesia de Santa María de las Gracias de Santa María de Capua Vetere.
- San Pedro de Alcántara, Iglesia de Santa María de las Gracias de Santa María de Capua Vetere.
- San Francisco de Asís, Iglesia de Santa María de las Gracias de Santa María de Capua Vetere.
- Cristo del Amparo, Iglesia de San Nicolás en Murcia. Junto a su hijo Francisco.
- San Francisco, Convento de Verónicas en Murcia. Junto a su hijo Francisco.
- Nuestro Padre Jesús de la Humildad y Prisión (Vulgo Jesús Preso). Parroquia de la Asunción y Ángeles. Cabra
- Sayón del paso de Nuestro Padre Jesús amarrado a la columna y Azotes. Parroquia de la Asunción y Ángeles. Cabra
- Virgen del Rosario de Santomera